# J. & L. Lobmeyr

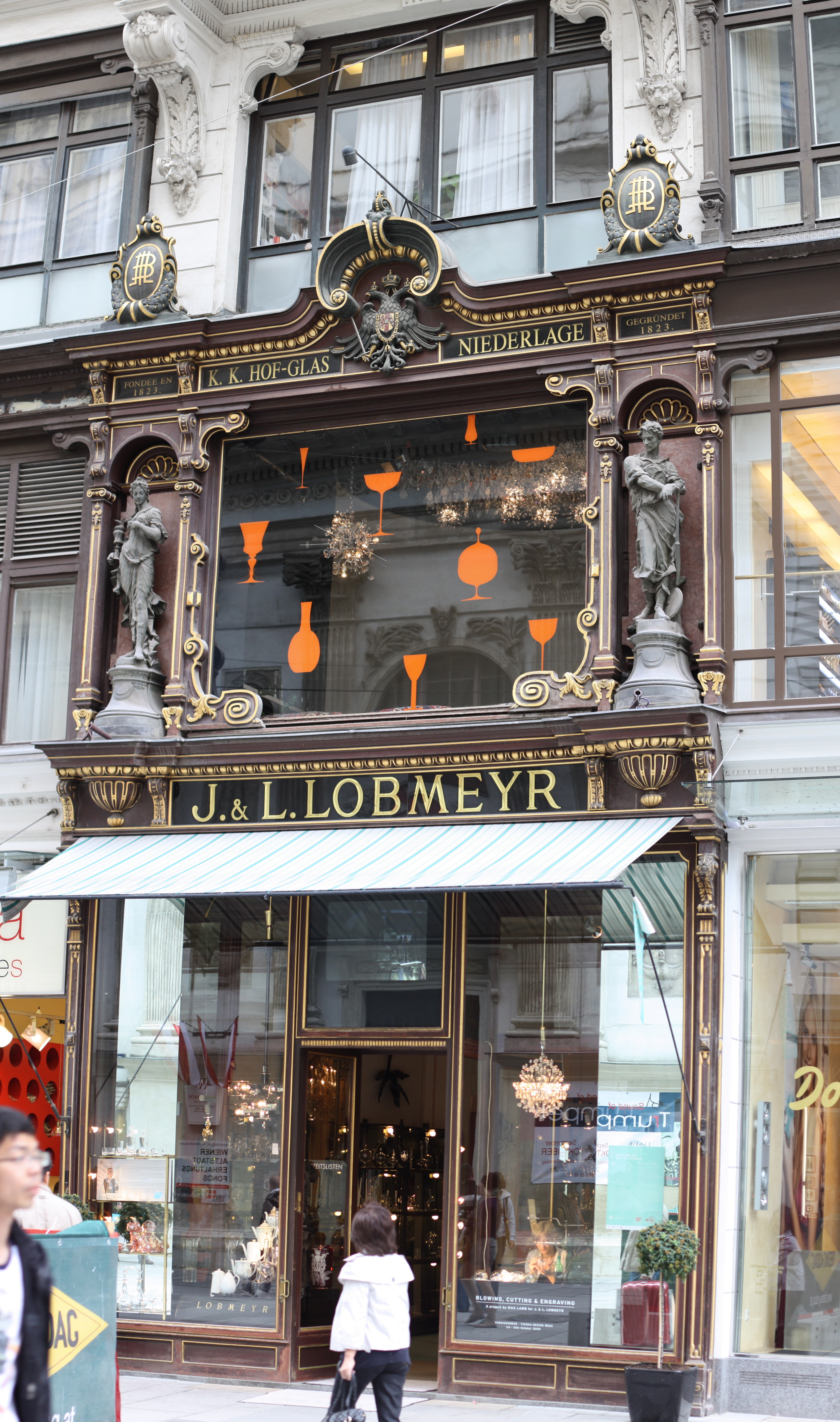
Boutique historique de J. & L. Lobmeyr sur la Kärntner Straße à Vienne

J. & L. Lobmeyr est une cristallerie autrichienne de renommée internationale fondée en 1823, dont le siège est à Vienne.

## Histoire
En 1823, Josef Lobmeyr (1792-1855) crée la société dans la Weihburggasse à Vienne et devient bientôt fournisseur de la cour impériale. Josef puis son fils Ludwig Lobmeyr (1829-1917) deviennent des pionniers de la production de cristal autrichien et de Bohême. La société est présente lors des expositions universelles dès 1851 (Londres). En 1864, Ludwig est le cofondateur du Musée autrichien des arts appliqués de Vienne. 
Ludwig et son neveu Stefan Rath (1902-1960) rejoignent le Mouvement moderne et fondent l'Österreichischer Werkbund en 1912. La cristallerie passe commande au Wiener Werkstätte.
J. & L. Lobmeyr a fourni les lustres en cristal des châteaux de Linderhof et Herrenchiemsee, mais aussi un lustre en cristal pour le château de Schönbrunn et d'autres clients. La société codéveloppe les premiers lustres électriques dans le monde, en 1883, en partenariat avec l'entreprise de Thomas Edison. Lobmeyr devient fournisseur du roi des Belges, du duc de Brabant, et de la Cour des Flandres. En 1906, Lobmeyr ouvre un bureau de représentation à Karlovy Vary. 
Après la mort de Ludwig en 1917, la société a été transmise à son neveu Stefan Rath (1876-1960). Il obtient des contrats avec l'Opéra national de Vienne, le Metropolitan Opera, le Centre John F. Kennedy pour les arts de la scène, et le Kremlin. 
La société est toujours active de nos jours, faisant la part belle aux nouveaux designers.